# William Becklean
William Russell Becklean (født 23. juni 1936 i Kansas City, Missouri) er en amerikansk tidligere roer og olympisk guldvinder.

## Sportskarriere
Becklean var styrmanden i otteren fra Yale University fra 1954 til 1958, hvor han fik sin eksamen. Han var derfor med, da Yale-båden repræsenterede USA ved OL 1956 i Melbourne, og amerikanerne var favoritter, da de havde vundet guld ved alle de olympiske lege, de havde stillet op i. I indledende runde blev de dog kun nummer tre og måtte i opsamlingsheat, som de så vandt sikkert, og i semifinalen vandt de også, inden de i finalen først gik i spidsen lidt efter midtvejspunktet i løbet. Ulig finalerne i tidligere lege lykkedes det ikke amerikanerne at trække afgørende fra mod slutningen, og selv om  de vandt, var canadierne blot et par sekunder efter på andenpladsen, mens australierne fik bronze, yderligere et par sekunder bagud. Besætningen i den amerikanske båd bestod ud over Becklean af Tom Charlton, David Wight, John Cooke, Don Beer, Charles Grimes, Rusty Wailes, Bob Morey og Caldwell Esselstyn. Der deltog i alt 10 både i konkurrencen.
Beckleans andet store resultat kom året efter, hvor Yale-otteren vandt Eastern Sprints og desuden besejrede Harvard University.
Ud over roning dyrkede Backlean også brydning og boksning i sin studietid.

## OL-medaljer
- 1956:  Guld i otter